# Estación de Pully-Nord
La estación de Pully-Nord es una estación ferroviaria de la comuna suiza de Pully, en el Cantón de Vaud.

## Situación
Se encuentra ubicada en el norte del núcleo urbano de Pully. En la comuna existe otra estación ferroviaria, Pully, situada en la zona centro del núcleo urbano de la ciudad. Cuenta con dos andenes laterales a los que acceden dos vías pasantes.
En términos ferroviarios, la estación se sitúa en la línea Lausana - Berna. Sus dependencias ferroviarias colaterales son la estación de Lausana, inicio de la línea y la estación de La Conversión en dirección Berna.

## Servicios ferroviarios
Los servicios ferroviarios de esta estación están prestados por SBB-CFF-FFS.

### RER Vaud
La estación forma parte de la red de trenes de cercanías RER Vaud, que se caracteriza por trenes de alta frecuencia que conectan las principales ciudades y comunas del cantón de Vaud. Por ella pasan dos líneas de la red:
- S 2 Vallorbe - Lausana - Puidoux-Chexbres - Palézieux.
- S 4 Allaman - Morges - Lausana - Puidoux-Chexbres - Palézieux.